# Langenholthausen
Langenholthausen ist seit der Gemeindereform von 1975 ein Ortsteil von Balve im Märkischen Kreis in Nordrhein-Westfalen. Er umfasst auch die Weiler Benkamp, Kesberg und Dieken. Am 1. Oktober 2022 hatte Langenholthausen 899 Einwohner.

## Geographie

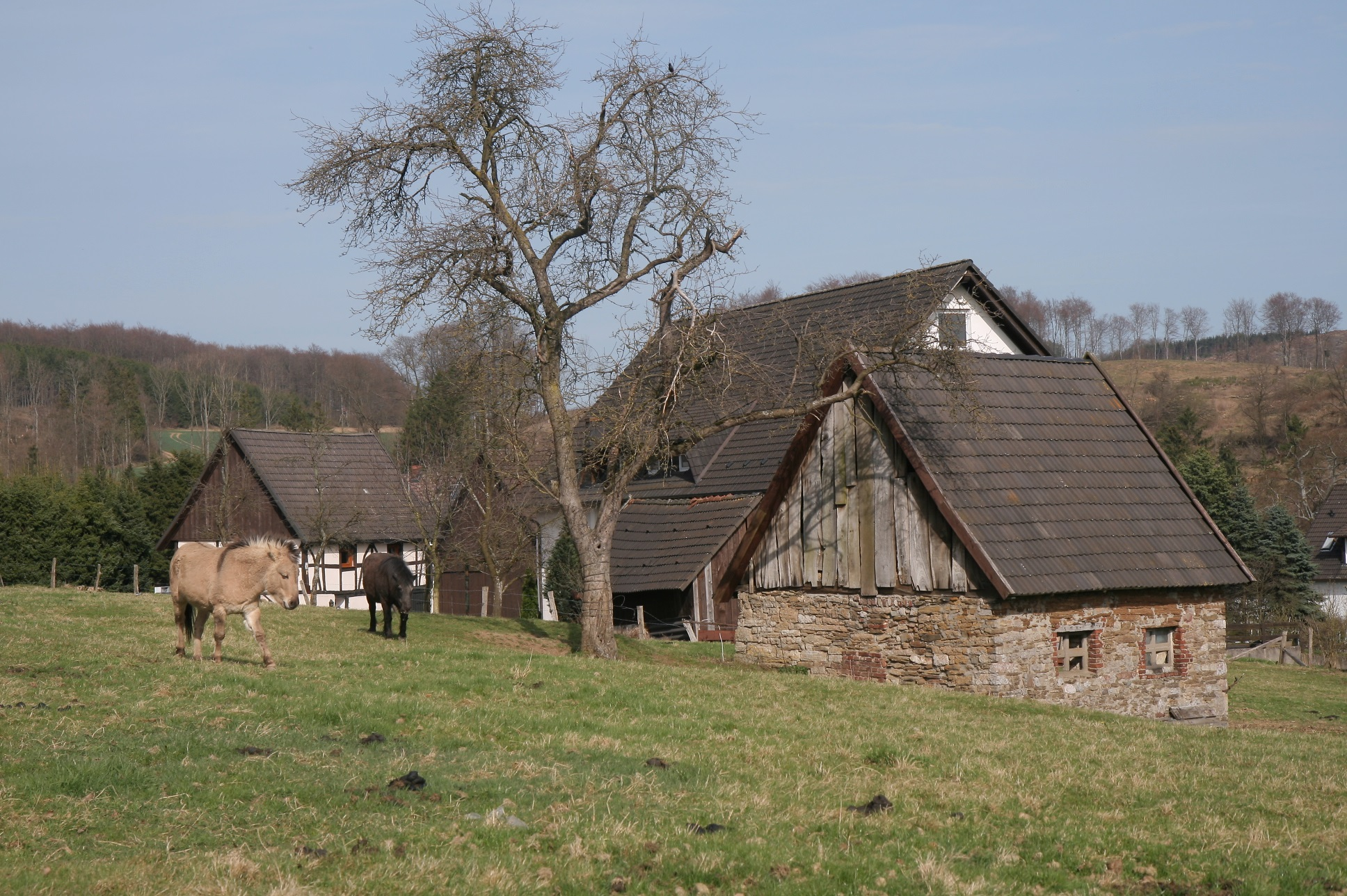
Alte Hofstelle im Ortskern

### Lage

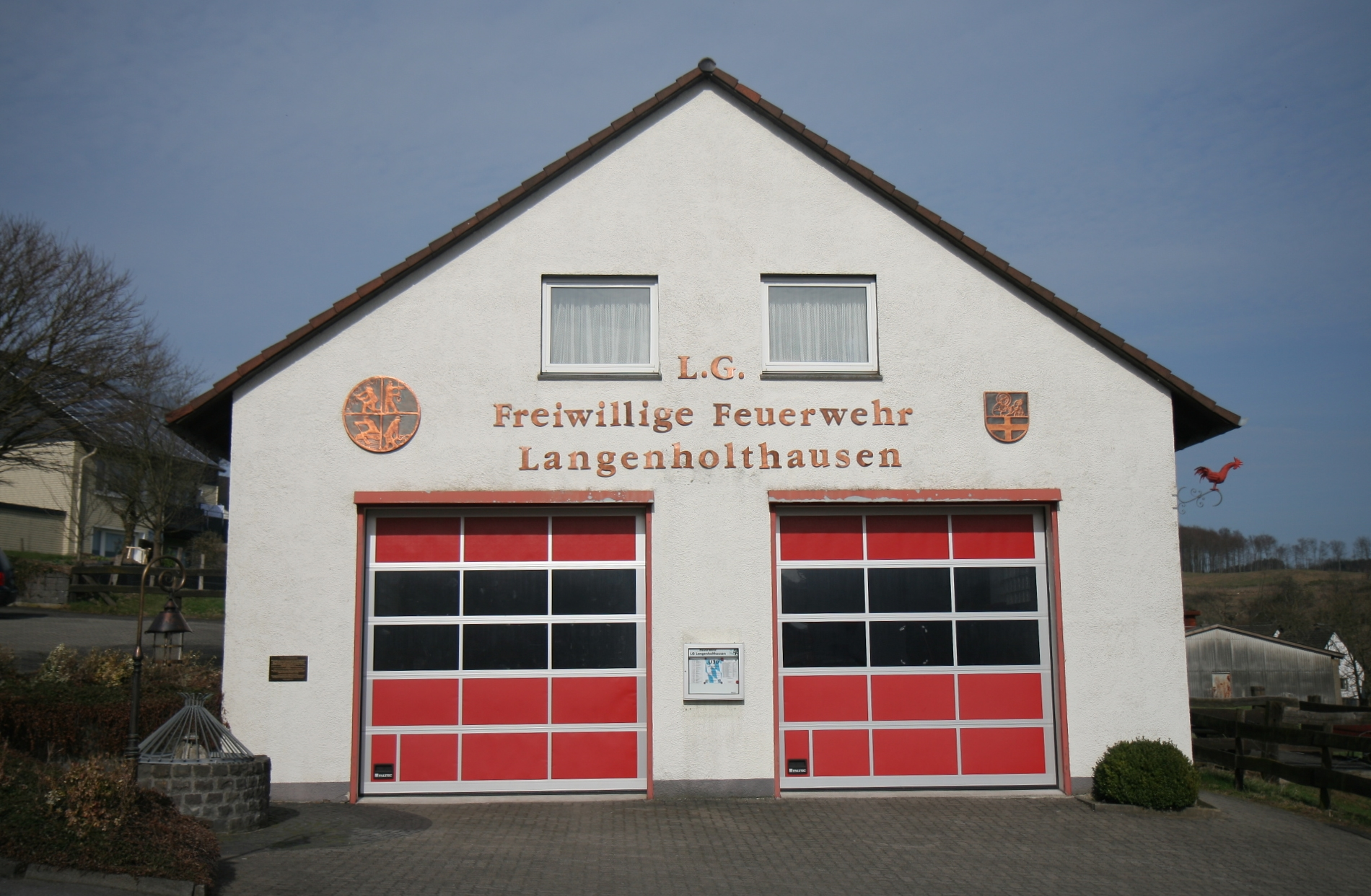
Feuerwehrhaus

Durch den Ort fließen der Borkebach und die Wellingse. „Hausberg“ ist der 305 m hohe Trachtenberg. Die Bundesstraße 229 führt durch Langenholthausen.

### Umgebung
In der Umgebung liegen der Balver Wald, die Sorpetalsperre und der Steltenberg sowie das Diekental. Das Tal ist bis heute so natürlich geblieben, weil wenig regulierend eingegriffen wurde.

## Geschichte
Historisch handelt es sich bei Langenholthausen um eine von Balve unabhängige Freigrafschaft.
Eine Urkunde, die Graf Dietrich von Limburg (Hohenlimburg) dem Ritter Hunold von Oedingen für die Freigrafschaft Langenholthausen im Jahre 1270 verlieh, weist Langenholthausen als limburgisches Lehen aus.
Vom Rittergut Langenholthausen ist die mittelalterliche Mühle mit Wehr, Mühlenteich und Wohnhaus gut erhalten. Auch nach dem Zweiten Weltkrieg wurde diese Mahlmühle noch viele Jahre betrieben.
Als Freigrafschaft haben die Langenholthauser über Jahrhunderte ihre Selbstständigkeit und Unabhängigkeit bewahrt. Am 1. Januar 1975 wurde der Ort in die Stadt Balve eingegliedert.
Langenholthausen spielte auch eine Rolle im Bergbau.

## Religion
In Balve gibt es die Evangelische Kirchengemeinde Balve und im Ort die Katholische Kirchengemeinde St. Johannes mit der St.-Johannes-Baptist-Kirche. Diese gehört zum Pastoralverbund Balve-Hönnetal.

## Brauchtum
Auch in Langenholthausen ist die Pflege des Brauchtums für die Schützenbruderschaft St. Johannes 1831 e. V. eine wichtige Aufgabe. Das Schützenfest ist das erste im Balver Land. Aber auch der Männergesangverein und die Freiwillige Feuerwehr mit ihrem Musikzug sehen sich in dieser Tradition.

## Sport
Der TuS Langenholthausen schaffte, mit Spielertrainer Mario Droste, im Jahr 2007 und 2011 erneut den Einzug in die Bezirksliga. In der abgelaufenen Saison 2007/2008 und 2011/2012 konnte man, trotz zwischenzeitlichen durchaus guten Ergebnissen und aussichtsreicher Tabellenposition, den Abstieg aus der Bezirksliga nicht verhindern und spielt nun in der Arnberger Kreisliga A. Der Zweiten Mannschaft des TuS gelang unter dem Spielertrainer André Croce 2007 der Aufstieg in die Kreisliga B Arnsberg, wo sie sich bis zur Saison 2015/2016 halten konnten. Es folgte der erneute Abstieg in die Kreisliga C Arnsberg. In der Saison 2017/2018 stieg die zweite Mannschaft wieder in die Kreisliga B Arnsberg auf. In der Saison 2019/2020 gelang der Aufstieg in die Kreisliga A Arnsberg, so dass nach 10-jähriger Abstinenz wieder in der höchsten Kreisklasse gespielt wird.

## Sonstiges

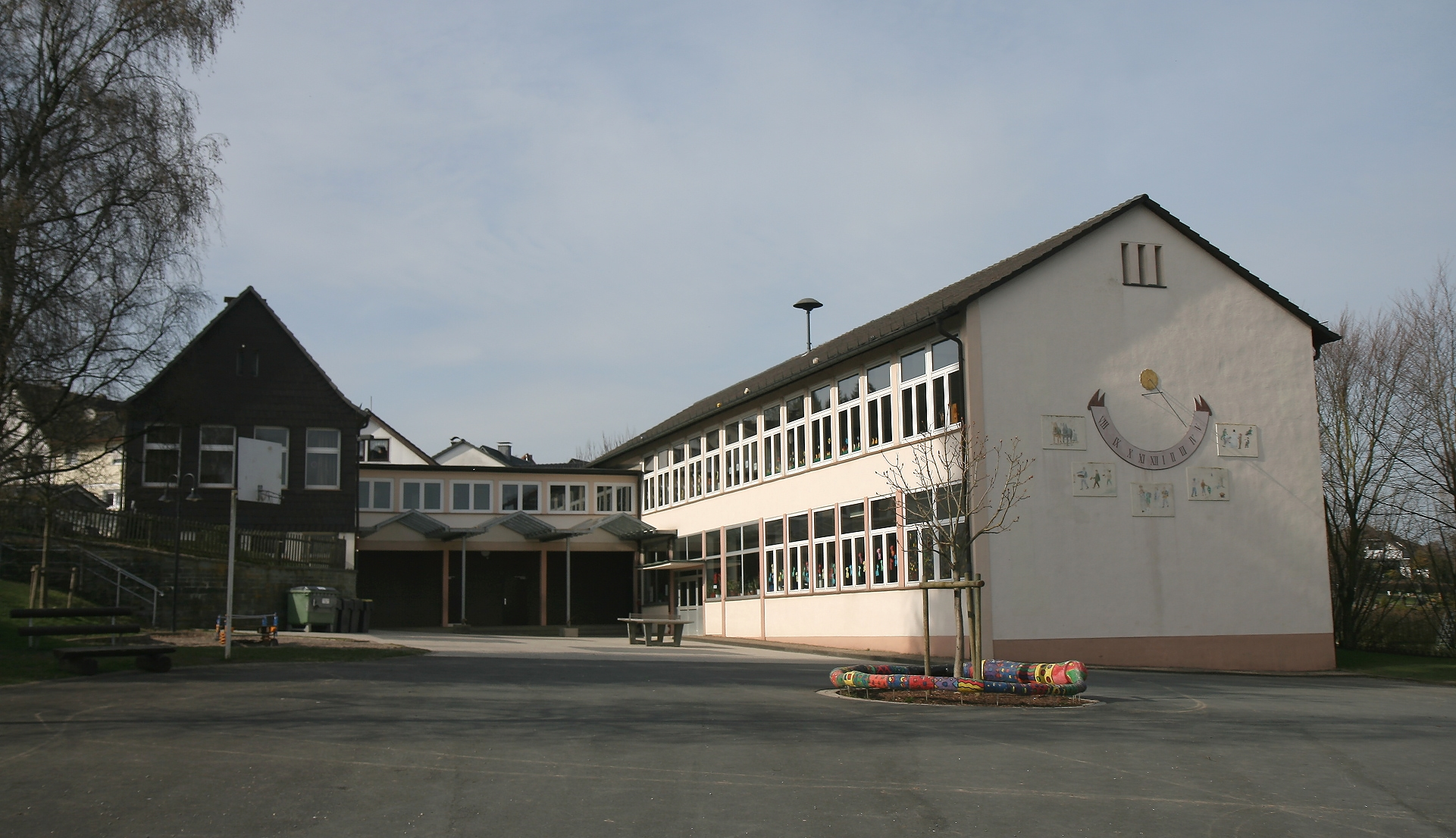
Gemeinschaftsgrundschule

Im Ort gab es eine Grundschule. Der alte Teil der Grundschule (im Bild links) wurde 1915 gebaut und beinhaltete zwei Klassenräume für je vier Jahrgangsstufen. Ein Anbau wurde später mit einer Aula und drei Klassenräumen erbaut (im Bild rechts). Nachdem die Grundschule aus Mangel an Schülern 2013 geschlossen worden war, wurde sie in ein „Haus für alle“ umgebaut und renoviert. Die ehemalige Grundschule heißt jetzt SoKoLa.de (Soziales – Kommunikation – Langenholthausen) und beinhaltet Seminarräume, Büros und weitere Räume für die verschiedenen Vereine im Dorf. Des Weiteren gibt es im Dorf einen Kindergarten des Deutschen Roten Kreuzes.